# 新缸症候群
新缸症候群（New Tank Syndrome），是指設置新的水族箱，因為氮循環所需硝化菌群尚未健全，導致氨氮與亞硝酸這類有毒物質，造成魚蝦的中毒所產生的症狀。